# Breithorn (Lötschental)
Breithorn är en bergstopp i Schweiz. Den ligger i distriktet Visp och kantonen Valais, i den centrala delen av landet. Toppen på Breithorn är 3 785 meter över havet.
Terrängen runt Breithorn är huvudsakligen mycket bergig. Breithorn är den högsta punkten i ett område med 5 km radie.
Trakten runt Breithorn består i huvudsak av kala bergstoppar och isformationer.